# Taller de carruatges al carrer Agres 5 d'Alcoi
El taller de carruatges al carrer Agres número 5, situat a Alcoi (l'Alcoià), País Valencià, és un edifici industrial d'estil modernista valencià construït l'any 1909, que va ser projectat per l'arquitecte Timoteo Briet Montaud.
L'edifici va ser construït a instàncies de José Reig Boronat per ser utilitzat com a taller de carruatges.
L'edifici es compon de planta baixa, la utilitat de la qual va ser la de taller de carruatges, i d'una 'altura superior que es va concebre com a habitatge. En la seua façana es poden trobar motius modernistes del corrent Sezession. Les baranes de les balconades són de ferro fos.
La construcció es troba en mal estat, amb vegetació en el seu interior i grafitis en la seua façana, ja que des de la seua construcció no s'ha realitzat cap actuació en l'immoble.
Actualment, existeix un projecte de rehabilitació per part de l'Ajuntament d'Alcoi del conjunt de fàbriques de la fosa Rodes, que inclou tota l'illa, però es desconeix si aquesta actuació inclou també la rehabilitació d'aquest edifici. La finalitat és rehabilitar aquests edificis industrials per a un nou ús empresarial, tecnològic o cultural.
Durant la guerra civil espanyola l'edifici va sofrir els efectes del bombardeig del 23 de setembre de 1938 en un de les pilars de la façana.